# Aguilar de Tera
Aguilar de Tera es una localidad del municipio de Micereces de Tera, en la provincia de Zamora, pertenece a la comarca de Benavente y al obispado de Astorga.   

## Geografía
Dista de Benavente unos 18 km y de Zamora 65, encontrándose a un altura media de 760 m. Los pueblos colindantes son: al norte Colinas de Trasmonte, al sur Navianos de Valverde, al este Vecilla de Trasmonte y Villanázar, al oeste Micereces.

## Historia
En la Edad Media, el territorio en el que se asienta Aguilar quedó integrado en el Reino de León, cuyos monarcas habrían emprendido la fundación del pueblo.
Posteriormente, en la Edad Moderna, Aguilar fue una de las localidades que se integraron en la provincia de las Tierras del Conde de Benavente y dentro de esta en la receptoría de Benavente.
No obstante, al reestructurarse las provincias y crearse las actuales en 1833, Aguilar de Tera pasó a formar parte de la provincia de Zamora, dentro de la Región Leonesa, quedando integrada en 1834 en el partido judicial de Benavente.

## Demografía
Tiene 177 habitantes (2024).

## Fiestas
Las fiestas son el día 18 de julio celebrando el día de la patrona Santa Marina.

## Costumbres
Las matanzas caseras.
Jugar a la calva y juegos autóctonos durante las fiestas patronales.
La hiera, para arreglar caminos en mal estado y merienda de escabeche para el pueblo el día de Carnaval.
El día de "tortillero" que es celebrado haciendo tortillas en la bodega o en el campo.
Los mozos y los quintos: Dos tradiciones culturales, en la que los jóvenes festejan su mayoría de edad.

## Juegos populares
La Calva es un juego popular y un deporte tradicional español que con diferentes variantes geográficas consiste en lanzar piedras u objetos similares (herraduras, cilindros o piezas metálicas, etc.) intentando que golpee en la parte superior de una pieza de madera en forma de ángulo obtuso de grosor vario, colocada de pie y sin tocar antes en el suelo o la tierra.

## Fauna

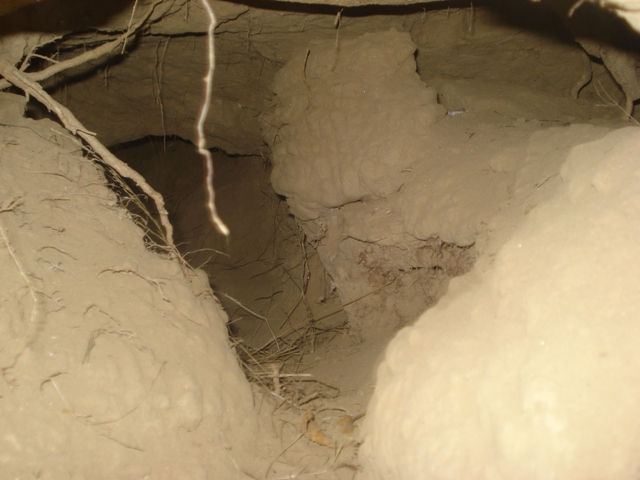
Madriguera de zorro vulpes vulpes cerca del río Tera.

De entre la fauna de Aguilar destacan tres ejemplares: La cigüeña blanca, común en los campanarios de las iglesias, aunque también suelen utilizar los cables de la distribución eléctrica para establecer sus viviendas. Acostumbran a seguir a los tractores cuando aran ya que sacan a la superficie multitud de invertebrados que utilizan como alimento, aunque también se alimentan de insectos, cangrejos, y roedores. La liebre es una especie abundante en los campos de cereales, y entre la fauna cinegética destaca la perdiz, común en toda la comarca. 